# Paratamboicus unicolor
Paratamboicus unicolor is een hooiwagen uit de familie Sclerosomatidae.